# Тактыбай (платформа)
Тактыба́й — остановочный пункт Челябинского региона Южно-Уральской железной дороги.
Расположена в Чебаркульском районе Челябинской области. Рядом с платформой расположены два одноимённых населённых пункта: непосредственно у железной дороги — пристанционный посёлок, относящийся к Чебаркульскому району, в километре к северо-востоку — село, входящее в состав Полетаевского сельского поселения Сосновского района. Располагавшийся с середины XVIII века на Уфимском почтовом тракте Ям Токтубаевской, а до этого — башкирский юрт Туктубай — ныне село Архангельское — находится в 10 км юго-восточнее платформы Тактыбай. Основанная переселенцами из Архангельского деревня Туктубаево — в 14 км севернее платформы.

## История
Платформа открыта в 1892 году при продлении железной дороги до Челябинска. Через станцию проходит исторический ход Транссибирской магистрали.

## Пассажирское сообщение
Пассажирские перевозки осуществляются пригородными электропоездами, связывающими Челябинск с Чебаркулём, Миассом и Златоустом. Пригородные экспрессы на платформе не останавливаются. Для пассажиров оборудованы платформы и навесы. Маршрутов безрельсового общественного транспорта возле платформы Тактыбай нет.